# Zone 00
Zone 00 (ゾーン ゼロゼロ?, Zōn Zero Zero) è un manga scritto e disegnato dalla mangaka Kiyo Kyujyo, che qui si firma Qjo. In Giappone la pubblicazione è stata affidata inizialmente alla casa editrice Biblos e poi alla Kadokawa Shoten, mentre in Italia è curata dalla Planet Manga.

## Trama
Ango Shima, erede dell'omonima dinastia di esorcisti giunge a Tokyo, la città demoniaca, per indagare su alcuni strani avvenimenti che si stanno verificando nella capitale. Nella scuola che frequenta conosce Saburo Kujo, un suo compagno di classe chiassoso ed estroverso. Dopo le lezioni quest'ultimo muore improvvisamente, decapitato da una kamaitachi proprio mentre Byakko, spirito "in pensione" e proprietario del negozio Gobi, gli stava rivelando l'esistenza del mondo spiritico e delle creature che lo abitano. Kujo rinasce quindi come Kiyoami, il primo dei due demoni che abitano il corpo del ragazzo. Shima, a causa di ciò che è accaduto a Saburo, minaccia di rompere la tregua stipulata dalla sua famiglia poco tempo prima, e gli spiriti sono quindi costretti a svelargli l'esistenza della Zone-00, una speciale droga che ha effetti diversi a seconda di chi la usa: se l'utilizzatore è un essere umano, allora si trasforma in un semi-spirito; se invece è già un essere magico, grazie alla droga rimargina le proprie ferite, anche quelle mortali, o addirittura ricrea gli arti amputati, causando però incubi terribili. Shima e un gruppo di spiriti stringono così una precaria e momentanea alleanza per scoprire chi è il creatore della Zone-00 e qual è il suo obiettivo.

## Personaggi

### Esseri umani
- Ango Shima: protagonista della storia, è l'attuale capo della casata Shima, famosissima famiglia di esorcisti. Si trasferisce a Tokyo insieme al maggiordomo Syaraku e alla cameriera Hanabusa per indagare sulla comparsa della Zone-00, della cui esistenza è inizialmente all'oscuro. Fa subito amicizia con Kujo e il suo affetto per il ragazzo non sembra scemare neanche dopo la scoperta della natura demoniaca del giovane, anche se molte volte gli dice che prima o poi sarà costretto a ucciderlo. Nelle sue vene scorre in parte sangue di demone, come in tutti gli Shima, ma dato che in lui è molto più denso, capita che a volte il lato demoniaco prenda il sopravvento. Per questo considera la sua parziale umanità come un peso, di cui si vorrebbe liberare. È il solo figlio di Yasuchika Shima, precedente capo della casata, e Kaoriko Shima, una scrittrice in parte tedesca. A causa dei capelli biondi, degli occhi azzurri e dei lineamenti esotici è molto popolare tra le compagne. È quinto dan di karate e aikido, e nella sua vecchia scuola era anche lanciatore nella squadra di baseball, ma ha smesso prima di trasferirsi. Per combattere utilizza Walther P38 e in seguito Kiyohime, una spada capace di ferire a morte demoni e spiriti. Ha sempre le unghie dipinte con uno smalto nero, su cui è applicata una croce, e dietro il collo ha una stella blu. È fidanzato fin da bambino con Kirara, nonostante non si siano mai visti prima che quest'ultima giungesse in Giappone.
- Saburo Kujo: co-protagonista, frequenta le medie Koenji del distretto di Suginame ed è nella classe dove verranno trasferiti Shima e Mayoko. Chiassoso e per certi versi infantile, stringe subito un forte legame di amicizia con il giovane esorcista. È la reincarnazione di Kiyoami, il malvagio demone dai capelli rossi, morto cinquecento anni prima durante uno scontro con l'allora capo degli Shima. All'interno del suo corpo si trova anche un altro demone, che quando si manifesta è uguale a Kujo con la sola eccezione di un paio di corna: di costui non si sa molto, tranne che è in grado di impugnare Dojoji, la spada che solo Kiyoami dovrebbe saper maneggiare. Ha una cicatrice sul collo, dove fu recisa la testa di Kiyoami, protetta da un sigillo d'ambra. Durante la serie capiterà più volte che Saburo muoia e che il demone prenda il suo posto. In seguito torna sempre in vita e non ricorda nulla delle sue morti. È probabilmente il più vulnerabile di tutto il gruppo. Ricopre il ruolo di attaccante nella squadra di calcio della scuola ed è solito gridare la parola "arcano" quando qualcosa lo entusiasma.
- Kirara Victoria Von Frankestein: discendente della famiglia Von Frankenstein, è una giovane scienziata e la promessa sposa di Shima. È molto abile nel costruire le bambole assassine, i cosiddetti mostri dei Frankenstein, e sia Shinomaru che il piccolo Shanao sono opera sua. Decide di recarsi in Giappone proprio per migliorare quest'ultimo, la prima bambola da lei costruita, in occasione della guerra scoppiata tra gli spiriti alla quale partecipa anche la famiglia Shima. Nonostante mascheri la sua vera natura con un modo di fare e di esprimersi affabile ed educato, in realtà è amante della guerra assetata di sangue e tenta in ogni modo di scatenere una guerra interspecie tra spiriti e umani. Conobbe Byakko quando aveva undici anni e lo spirito afferma di aver compreso la sua natura perversa, tipica di molte spose degli Shima, fin da quel momento.
- Yume Shima: la femme fatale che diede inizio a tutto. Yume era la sposa del capo degli Shima cinquecento anni prima dei fatti trattati nel manga. Ella si invaghì di Kiyoami e con lui concepì un figlio, un antenato di Kujo, per poi spirare. A causa di quel bambino il demone e il marito di Yume si scontrarono in duello ed entrambi rimasero uccisi, decapitandosi a vicenda. Kon lascia sottintendere che Yume fosse una strega, ma non è stato ancora chiarito.
- Yasuchika Shima: padre di Ango, marito di Kaoriko e precedente capo degli Shima, è un uomo severo e scostante nei confronti del figlio. Non esita a dargli dell'inconcludente e a ordinargli di fare ritorno a Kyoto, in seguito al fallimento dell'attacco contro Bishamon, ma in realtà si preoccupa per la sua incolumità. Era il possessore di Kiyohime, che ha ceduto ad Ango quando quest'ultimo gli ha imposto di rendergliela in qualità di nuovo capo degli Shima.
- Jinko Kujo: madre di Saburo, aveva un rapporto di lavoro con Kaoriko Shima, essendo la sua redattrice. Ha trentadue anni e sia fisicamente che psicologicamente è molto simile al figlio. Incontrò Ango per la prima volta quando lui aveva tre anni, e in quell'occasione avvenne anche il primo incontro tra il giovane Shima e Saburo.
- Takehiro Maesuto: il professore responsabile della classe di Kujo e Shima. Nutre una sorta di venerazione per il suo gatto ed è molto attento alle esigenze dei suoi studenti.

### Spiriti

#### Streghe
Rappresentano i quattro punti cardinali e ognuna di loro dispone di un famiglio che la protegge. Non è ancora stato chiarito in cosa di preciso consistano i loro poteri. Esse sono:
- Mayoko Okino: la strega dell'ovest. Fredda e distaccata, Mayoko è inizialmente incaricata della sorveglianza di Shima, e per questa ragione si trasferisce nella stessa scuola frequentata dall'esorcista, la Koenji. Passa la maggior parte del tempo con Hime, la strega dell'est, ed è solita spostarsi con uno spazzolone laccato di rosso. Il suo famiglio è Senryou, un nekomata. Ha dei fiori di loto tatuati sulla schiena e sotto l'ombelico.
- Hime Shirayuri: la strega dell'est. È la principessa del casato Shirayuri e la sorella minore di Ohtono, l'attuale sovrano degli spiriti. Altezzosa e fintamente ingenua, aveva un legame, probabilmente di natura romantica, con il precedente sovrano, Rouji Kurobara, ma fu interrotto quando Ohtono lo spodestò, cent'anni prima degli avvenimenti narrati nel manga. Il suo famiglio è Renji Kurobara, un hellhound. Ha dei gigli tatuati sul sedere e sulla lingua.
- Sara: la strega del sud, deceduta seicento anni prima. Benten era innamorato di lei, ma Sara preferì il fratello maggiore, Bishamon, che divenne il suo famiglio. In seguito alla sua morte, causata dalla casata Shima, per riacquistare le dodici paia di ali grazie alle quali era famoso, Bishamon infranse il tabù di Salomè, e divorò il suo cadavere.
- Ruiko/Rinko: la strega del nord. Rinko è deceduta secoli prima, dando alla luce Kiyoami, mentre Ruiko è l'attuale strega, uguale in tutto e per tutto all'antenata, con la sola eccezione di due lacrime rosse tatuate sotto l'occhio destro. Il famiglio "temporaneo" di Rinko era Murakumo, che non poteva comunque adempiere totalmente ai propri obblighi in quanto era uno spirito dell'acqua, mentre quello di Ruiko è Shinji, che nella sua forma animale assume le sembianze di un coniglio bianco o di un bicorno scarlatto.

#### I Quattro Generali
Il loro compito è mantenere l'ordine tra gli spiriti e tra questi ultimi e gli umani. Essi sono:
- Benten: conosciuto come Benten l'angelo demoniaco, è un tengu, figlio di uno yatagarasu e di una mizuchi. È il mediano tra i suoi fratelli: Bishamon, il maggiore, e Kisshou, il minore. Ha l'abitudine di vestirsi da donna, con tacchi a spillo e abiti femminili, ma malmena chiunque metta in dubbio la sua virilità. A causa della sua natura ibrida era emarginato dagli altri spiriti, che lo ritenevano un essere imperfetto a causa dei suoi occhi azzurri. Era innamorato di Sara, la strega del sud, e dopo la sua morte prese a uccidere gli Shima, colpevoli di avrla uccisa. Per questo fu bandito dai suoi simili, e costretto a vivere tra gli umani. Gestisce un bar che porta il suo nome e che si trova proprio sopra il Gobi. Dopo aver scoperto che Bishamon si è nutrito del cadavere di Sara per riacquisire le sue ali promette di sconfiggerlo e ucciderlo. Ha tatuato un serpente sul braccio sinistro e una pianta sulla schiena.
- Byakko: il suo vero nome è Konnosuke, spesso abbreviato in Kon, ed è uno spirito volpe a nove code. Era un grande amico di Kiyoami e fu lui a salvare il figlio nato dall'unione del demone rosso e di Yume, l'antenato di Kujo. È lo spirito legato al fuoco più potente ma fa anche uso di pentacoli. Dopo la morte dell'amico si ritirò a vivere tra gli umani, dove assunse il nome di Byakko. Pare che anche lui, in precedenza, si fosse invaghito di Yume. Data la gran quantità di tempo libero di cui dispone, si è dato alla costruzione di bambole assassine e agli affari: infatti il Gobi, il negozio di abbigliamento posto al di sotto del bar Benten, è di sua proprietà. Mille anni prima si macchiò di una colpa non ben specificata, della quale pare si sia portato dietro il rimorso fino a ora, e di cui sono lui e Taro sono a conoscenza. I suoi tatuaggi consistono in una farfalla e delle fiamme blu sul braccio destro e altre fiamme azzurre sulla schiena.
- Kiyoami: il demone malvagio dai capelli rossi, colui che si è reincarnato in Saburo Kujo. Cinquecento anni prima dei fatti narrati nel manga lui e l'allora capo degli Shima si affrontarono in combattimento, a causa del figlio che il demone aveva concepito con la femme fatale Yume Shima. Entrambi morirono, decapitandosi a vicenda. Il bambino fu salvato da Kon, che lo protesse dalla vendetta degli esorcisti, mentre lo spirito di Kiyoami rimase sospeso in una sorta di limbo fino a reincarnasi in Kujo, suo discendente: come sostenuto da Ruiko, Saburo è il figlio del figlio, del figlio, del figlio, del figlio della me stessa di mille anni fa, ovvero Rinko. Questo implicherebbe una lontana parentela tra il ragazzo e gli Shima. Ha un'enorme peonia scarlatta tatuata sulla schiena.
- Yukiwaka Murakumo: uno spirito lupo, i cui poteri sono legati all'acqua. È a capo dell'unità investigativa del dipartimento di polizia e il suo vice è Miwayama, un altro spirito. Ha occhi e capelli argentei e una lunga cicatrice che gli attraversa l'occhio sinistro. Essendo della famiglia dei canidi ha un olfatto molto sviluppato, come Renji. È un buon amico e compagno di bevute di Benten e conosce bene anche Kon e Kiyoami. Diversi secoli prima è stato il famiglio di Rinko, l'allora strega del nord, che lo aveva salvato in seguito alla sua migrazione dal nord Europa, ma era una situazione momentanea perché erano entrambi spiriti legati all'acqua e per questo non potevano convivere. In seguito la strega spirò dando alla luce Kiyoami e il suo posto fu preso da Ruiko, la cui origine è ancora avvolta nel mistero. Ha tatuati dei fiori cremisi sul petto, mentre sulla schiena vi sono una luna piena e una donna con in braccio un coniglio. Quest'ultimo potrebbe essere ricondotto a Ruiko e al suo famiglio, Shinji, che assume appunto l'aspetto di un coniglio.
- Miwayama: un demone serpente della varietà yato. È l'assistente di Murakumo da secoli e con lui collabora con la polizia per risolvere il caso della Zone-00. Nonostante non faccia ufficialmente parte dei Quattro Generali è spesso collegato a loro e li conosce da moltissimo tempo, tanto che pare aver preso il posto di Kiyoami dopo la morte di quest'ultimo. Data la sua natura, senza volerlo appare come una persona subdola. Dalla spalla fino al dito medio ha un tatuaggio di Midgard avvinghiato a una catena che pende dal collo di un toro, mentre sul braccio destro ha una mela.

#### Famigli
Hanno il compito di proteggere le streghe e di servirle. Possono assumere sia forma umana che animale. Dal momento in cui uno spirito diventa un famiglio deve sottostare al cosiddetto Regolamento di Salomè, la donna del destino, che recita: "Colui che diventa famiglio di una strega deve vivere e combattere al solo scopo di amare e proteggere la sua donna. Il famiglio che dovesse sopravvivere senza riuscire a proteggerla verrà privato delle zanne se è una fiera, delle ali se è un uccello. Egli verrà privato della spada necessaria a proteggere la sua padrona e degli occhi necessari a guardarla. In altre parole, ciò significherebbe la sua morte come cavaliere. L'unico modo per ottenere la evoca di tale condizione è infrangere il tabù, ovvero mangiare la carne della strega morta". I famigli comparsi fino a ora sono:
- Senryou: il famiglio di Mayoko, è un nekomata dalla coda biforcuta. Quando nacque, trecento anni prima, era un normale gatto nero affetto da eterocromia: il suo occhio destro era dorato, mentre quello sinistro violetto. Gli abitanti del villaggio nel quale viveva pensarono che questo fosse di cattivo auspicio, e per questo lo gettarono in uno stagno in cui si credeva dimorasse una divinità dell'acqua; con lui fu gettato anche un bambino, il futuro Tsukihiko. Senryou fu però salvato da Mayoko, che lo prese con sé, mentre Tsuki fu divorato dallo spirito. Il gatto, per rimanere accanto alla sua salvatrice per sempre, attraversò il mare fino a giungere in Cina, lì divorò la testa di Kinka, un gatto fantasma che viveva tra le montagne. Divenne così uno spirito a sua volta, e decise di essere il famiglio di Mayoko, del quale si era innamorato. Tre secoli dopo incontra nuovamente Tsukihiko, che gli rivela di essersi mangiato il mizuchi dello stagno dall'interno dello stomaco, tramutandosi anche lui in spirito. Come tatuaggi ha dei fiori di loto sulla schiena e sul braccio sinistro, il simbolo dello ying-yang sulla pancia, il simbolo cinese della "doppia felicità" su entrambi i polsi e la scritta "afflusso ininterrotto" sul dorso della mano sinistra.
- Renji Kurobara: il famiglio di Hime, è un hellhound. Fratello minore di Rouji, precedente sovrano degli spiriti spodestato da Ohtono Shirayuri, è uno dei pochi superstiti della casata Kurobara. Quando si trasforma in animale assume le sembianze di un dobermann. È innamorato della sua strega, ma uno dei suoi passatempi preferiti è adescare giovane fanciulle. Aveva un rapporto burrascoso con il fratello, che provava verso di lui una sorta di morboso attaccamento. A differenza di Rouji, ha un solo "occhio dei Kurobara", che possiede particolari abilità ancora sconosciute. Non si sa molto del suo passato, tranne che fu Hime a salvarlo dalla distruzione della sua casata e a farne il suo famiglio. Quando combatte il suo braccio si trasforma in una sorta di gigantesca tenaglia. Ha dei tatuaggi tribali su tutto il corpo, dei gigli bianchi sulle spalle e una croce buddhista, il simbolo dei Kurobara, sulla schiena.
- Bishamon: il famiglio di Sara, la defunta strega del sud, è uno yatagarasu puro. È il fratello maggiore di Benten e Benio. Il suo vero nome è Akio, ma a causa delle sue sei paia di bellissime ali dorate viene soprannominato Seraphim. È l'antagonista principale e il creatore della droga Zone-00. Dopo la morte di Sara, causata dagli Shima, secondo il Regolamento di Salomè, perse sia la vista, ormai inutile a contemplare la sua strega, e le ali, ormai inutili per proteggerla. Tuttavia Bishamon infranse il tabù della donna del destino, e divorò il cadavere della sua padrona, riacquistando così le ali ma non la vista. Benten lo raggiunge per fare un check-up (Bishamon è un medico di spiriti), dietro insistenza di Benio. Al risveglio gli chiede a bruciapelo se sia stato lui a inventare la Zone-00, e Akio non lo nega. Inizia così un duello tra i due fratelli, interrotto solo quando Yasuchika Shima spara a Bishamon e lo uccide, salvo poi scoprire che lo yatagarasu si è servito di un sosia. Ha una piuma di pavone tatuata sulla gola, mentre dalla schiena partono dodici ali che arrivano fino al petto; ha un fiore di senape dietro la gamba destra.
- Shinji: il famiglio di Ruiko, assume la forma di un bicorno scarlatto o di un coniglio. Quando è in sembianze umane appare come un ragazzino, non molto più grande della sua padrona. Di lui non si sa nulla.
- Sumire: il famiglio di Ohtono Shirayuri, è il solo famiglio femmina comparso fino a ora. In via teorica gli stregoni non ne avrebbero bisogno, e per questo è probabile che il rapporto che li lega sia di altra natura, probabilmente di amicizia. In forma umana è una ragazza alta e molto magra, con corti capelli viola, e di solito indossa abiti di foggia cinese. Assume le sembianze di un unicorno bianco. Sulla schiena ha tatuate delle ali a forma di giglio bianco, il simbolo del casato Shirayuri.

## Media

### Manga
Il manga, scritto e illustrato da Kiyo Kyujyo, è stato serializzato dal 2000 sulla rivista Magazine ZERO edita da Biblos. In seguito la serie è stata trasferita su Beans Ace di Kadokawa Shoten dove è rimasta fino alla chiusura della testata avvenuta il 9 ottobre 2009 . Successivamente Zone 00 è stato spostato su Asuka del medesimo editore dove ha continuato la sua pubblicazione dal novembre 2009 al luglio 2016. Il manga è stato poi spostato nuovamente su Newtype dall'agosto 2016 dove tuttora continua la serializzazione. La serie si è conclusa il 23 agosto 2022. Biblos ha raccolto i primi capitoli della serie in 2 volumi tankōbon pubblicati rispettivamente nel febbraio 2005 e nel febbraio 2006. Successivamente gli stessi volumi sono stati ripubblicati ad opera di Kadokawa Shoten a partire dal 23 maggio 2007, e al 24 settembre 2022 i volumi totali ammontano a 20.
In Italia la serie è stata pubblicata da Panini Comics sotto l'etichetta Planet Manga nella collana Manga Extra dal 21 febbraio 2010 al 25 maggio 2023.

#### Volumi
| Nº | Data di prima pubblicazione                      | Data di prima pubblicazione                                   | Data di prima pubblicazione | Data di prima pubblicazione                                                |
| Nº | Giapponese                                       | Giapponese                                                    | Italiano                    | Italiano                                                                   |
| -- | ------------------------------------------------ | ------------------------------------------------------------- | --------------------------- | -------------------------------------------------------------------------- |
| 1  | febbraio 2005 (Biblos) 23 maggio 2007 (Kadokawa) | ISBN 4-8352-1707-1 (Biblos) ISBN 978-4-04-854069-8 (Kadokawa) | 21 febbraio 2010            | ISBN 978-88-6346-681-2 (ed. regolare) ISBN 978-88-6346-681-2 (ed. variant) |
| 2  | febbraio 2006 (Biblos) 23 maggio 2007 (Kadokawa) | ISBN 4-8352-1857-4 (Biblos) ISBN 978-4-04-854070-4 (Kadokawa) | 18 aprile 2010              | —                                                                          |
| 3  | 23 maggio 2007                                   | ISBN 978-4-04-854089-6                                        | 20 giugno 2010              | —                                                                          |
| 4  | 22 maggio 2008                                   | ISBN 978-4-04-854173-2                                        | 22 agosto 2010              | —                                                                          |
| 5  | 23 gennaio 2009                                  | ISBN 978-4-04-854278-4                                        | 24 ottobre 2010             | —                                                                          |
| 6  | 24 settembre 2009                                | ISBN 978-4-04-854373-6                                        | 19 dicembre 2010            | —                                                                          |
| 7  | 19 marzo 2010                                    | ISBN 978-4-04-854456-6                                        | 20 febbraio 2011            | —                                                                          |
| 8  | 24 marzo 2011                                    | ISBN 978-4-04-854613-3                                        | 31 marzo 2012               | ISBN 978-88-6589-837-6                                                     |
| 9  | 22 febbraio 2012                                 | ISBN 978-4-04-120144-2                                        | 4 agosto 2012               | ISBN 978-88-6304-316-7                                                     |
| 10 | 20 novembre 2012                                 | ISBN 978-4-04-120466-5                                        | 12 ottobre 2013             | ISBN 978-88-912-5212-8                                                     |
| 11 | 21 settembre 2013                                | ISBN 978-4-04-120860-1                                        | 12 luglio 2014              | ISBN 978-88-912-5576-1                                                     |
| 12 | 26 settembre 2014                                | ISBN 978-4-04-102102-6                                        | 19 dicembre 2015            | ISBN 978-88-912-5991-2                                                     |
| 13 | 26 settembre 2015                                | ISBN 978-4-04-103439-2                                        | 28 aprile 2016              | ISBN 978-88-912-6158-8                                                     |
| 14 | 26 settembre 2016                                | ISBN 978-4-04-104814-6                                        | 14 settembre 2017           | ISBN 978-88-912-6683-5                                                     |
| 15 | 24 novembre 2017                                 | ISBN 978-4-04-106192-3                                        | 20 dicembre 2018            | ISBN 978-88-912-8649-9                                                     |
| 16 | 22 febbraio 2019                                 | ISBN 978-4-04-107809-9                                        | 12 dicembre 2019            | ISBN 978-88-912-9169-1                                                     |
| 17 | 24 ottobre 2019                                  | ISBN 978-4-04-108769-5                                        | 25 marzo 2021               | ISBN 978-88-912-9883-6                                                     |
| 18 | 21 luglio 2020                                   | ISBN 978-4-04-109617-8                                        | 28 ottobre 2021             | ISBN 978-88-287-6224-9                                                     |
| 19 | 24 maggio 2021                                   | ISBN 978-4-04-111447-6                                        | 17 febbraio 2022            | ISBN 978-88-287-6530-1                                                     |
| 20 | 24 settembre 2022                                | ISBN 978-4-04-112659-2                                        | 25 maggio 2023              | ISBN 978-88-287-4481-8                                                     |

### Musical
Dalla serie è stato tratto un musical intitolato Twilight Musical Zone-00 (トワイライト・ミュージカル ZONE-00?, Towairaito Myūjikaru ZONE-00) il quale è andato in scena al teatro CBGK Shibugeki di Tokyo dal 14 al 21 luglio 2019 ed in seguito è stato riproposto al teatro Sun Mall della stessa città dal 14 al 23 settembre 2019.